# Villaescusa de Roa
Villaescusa de Roa – gmina w Hiszpanii, w prowincji Burgos, w Kastylii i León, o powierzchni 17,5 km². W 2011 roku gmina liczyła 129 mieszkańców.